# Сория, Себастьян
Андре́с Себастья́н Со́рия Кинта́на (исп. Andrés Sebastián Soria Quintana, араб. سباستيان سوريا‎; 8 ноября 1983, Пайсанду, Уругвай) — катарский и уругвайский футболист, нападающий клуба «Катар СК». Выступал за национальную сборную Катара.

## Карьера

### Клубная карьера
Начал свою футбольную карьеру в «Ливерпуле» из Монтевидео, откуда в сезоне 2003/04 перебрался на побережье Персидского залива, в катарский клуб «Аль-Гарафа». Отыграв там один полный сезон, в июле 2005 Себастьян перешёл в другой столичный клуб — «Катар СК», в котором играл до 2012 года. В новом сезоне перешёл в клуб «Лехвия».
По итогам сезона 2005/06 был признан Футбольной ассоциацией Катара лучшим игроком.

### Карьера в сборных
В 2006 году выступал за молодёжную сборную Катара на Азиатских играх, проходивших в столице Катара Дохе.
17 ноября 2006 года дебютировал в составе национальной сборной Катара, выйдя на поле в выездном матче с Узбекистаном.
На Кубке Азии 2007 голы Сории в последние 20 минут матча дважды спасали сборную Катара от поражения. Первый раз это было в матче со сборной Японии, а второй раз — со сборной Вьетнама. Забил Себастьян и в третьем матче с ОАЭ, который Катар проиграл.

## Достижения
- Серебряный призёр чемпионата Катара: 2005/06
- Обладатель Кубка Наследного принца Катара: 2009
- Финалист Кубка Наследного принца Катара: 2006
- Лучший игрок Катара: 2006
- Рекордсмен сборной Катара по количеству матчей (123).